# 超新星/よそもの
「超新星/よそもの」（ちょうしんせい/よそもの）は、GOING UNDER GROUNDのシングル。1994のレーベルYouth Recordsより2017年5月24日発売。

## 概要
通算29枚目のシングル。流通はスペースシャワーネットワーク。主催イベント「全方位全肯定」を立ち上げ、2016年12月21日にその第1回としてザ・コレクターズをゲストに招いた代官山UNITでの公演を行う直前の12月8日に、2014年夏から2年半にわたりサポートキーボードやプロデュースなどでバンドに携わってきた橋口靖正が急逝したことを受け、追悼の意と、バンドは止まらないという決意を込めて表題曲が制作された。

## 収録曲
1. 超新星
（作詞・作曲：松本素生）
ボーカルの松本素生が曽我部恵一とブルース・スプリングスティーンについて話したことをきっかけにスプリングスティーンを再聴し感動したことが本曲の制作に反映されている[1]。
2. よそもの
（作詞・作曲：松本素生）
3. Sunday midnight session（masterpiece medley）
「アロー」「センチメント・エキスプレス」「ROMANCE」「パスポート」「サンキュー」「ナカザのロック★」「Teenage Last」「天国の口、終わりの楽園」のメドレー。

## 収録アルバム
超新星
- 真夏の目撃者
- ALL TIME BEST〜20th STORY + LOVE + SONG〜

よそもの
- 真夏の目撃者

## 参加ミュージシャン
- 冨田政彦 – ドラムス
- オヤイヅカナル – キーボード